# Лопатовидна акула чук
Лопатовидната акула чук (Sphyrna media) е вид акула от семейство Акули чук (Sphyrnidae). Възникнал е преди около 23,03 млн. години по времето на периода палеоген.

## Разпространение и местообитание
Видът е разпространен в Бразилия, Венецуела, Гватемала, Гвиана, Еквадор, Колумбия, Коста Рика, Мексико, Никарагуа, Панама, Перу, Салвадор, Суринам, Тринидад и Тобаго, Френска Гвиана и Хондурас.

## Описание
На дължина достигат до 1,5 m.